# Keijo K. Kulha
Keijo Kalevi Kulha, född 19 mars 1937 i Kexholm, död 4 juli 2025 i Helsingfors var en finländsk journalist och historiker. 
Kulha blev student 1957, filosofie kandidat och filosofie magister 1962, filosofie licentiat 1967 och filosofie doktor i Jyväskylä 1969. Han var anställd vid Keskisuomalainen 1968–1972 och chefredaktör för Turun Sanomat 1973–1982 samt vid Helsingin Sanomat 1982–1997. Han var docent i Finlands historia vid Jyväskylä universitet 1970–1997 och vid Tammerfors universitet 1976–2002. 
Kulha hade utöver doktorsavhandlingen om pressdebatten kring utplaceringen av den från Karelen förflyttade befolkningen 1944–1948 skrivit bland annat några sockenhistoriker och biografier, bland annat Jutikkala. Tinkimätön akateemikko (2006) och Kulttuurin etulinjassa. Erkki Salonen (1920–2001) (2010) samt arbeten om Finlands vapenbrödraförbund och den finländska bankkrisen kring decennieskiftet 1990.